# Linda George
Linda George, född 1964 i Irak, är en assyrisk sångerska som började sjunga i en lokal kyrkokör. Hennes musik spänner sig från en blandning av traditionella assyriska beats, till modern new age musik. Hon är känd som den "gyllene rösten". Linda bor för närvarande i Kalifornien, USA. Några av Lindas mest populära sånger är Khoma O Khwara, Chapeh Chapeh (officiellt kallad Matlab D Libbee), Yalekhta Khwarta och Ya Bahra D'Zawnan, som är en sång om Mar Dinkha IV (låten är även känd som Mar Dinkha). 

## Linda George album
- 1983 - Hal Eman
- 1984 - Kursia't Malkoota
- 1986 - Neqmeh Min Garbiat Atree
- 1988 - Warda b'il Drananeh d'Khooba
- 1989 - Alaha't Khooba, Shoopra O Khaila
- 1991 - Kooma O'Khwara
- 1993 - Khamra Teeka
- 1994 - Peace On Earth (Christmas Album)
- 1995 - Khoot Goolpane't Malakha
- 1999 - Colors of my Country
- 2001 - No Quarter (English Single)
- 2003 - Silence Of A Valley
- 2005 - I am Free (Arabic Single)
- 2007 - Doushi